# Sexuelle Identität
Sexuelle Identität bezeichnet den auf sexueller Orientierung basierenden Teil der Identität einer Person. Der Begriff der Identität ist auf das Individuum bezogen und beschreibt, wie sich die Person selbst definiert. Die sexuelle Orientierung hingegen ist auf eine andere Person gerichtet und definiert das nachhaltige Interesse einer Person bezüglich des Geschlechts eines potenziellen Partners auf der Basis von Emotion, romantischer Liebe, Sexualität und Zuneigung. Sexuelle Identität ist mit sexueller Orientierung keinesfalls gleichzusetzen, sie geht darüber hinaus.

## Sexuelle Identität in der Psychoanalyse
Die Psychoanalytikerin Donna Bassin begreift zur Herausbildung der Konzeption des eigenen Ich die Anerkennung der geschlechtlichen Unterschiede zwischen Mann und Frau. Darauf basierend wirkt die gleich- oder gegengeschlechtliche Identifikation (zu Mutter oder Vater) des jeweiligen Individuums. Die geschlechtliche Identität könne aufgrund früher Körper-Ich-Erfahrungen später auch in den Hintergrund rücken oder gerückt werden. Nach Freud entwickelt sich zuerst die Körper-Ich-Identität des jeweiligen Individuums. Diese stellt, metaphorisch gesprochen, gewissermaßen ein Gefäß für erweiterte Entwicklungen zur eigenen Identität dar.
Ab einem Alter von 18 bis 24 Monaten beginnt das Kind Geschlechtsunterschiede zu erkennen (unterscheidet zwischen sich, Mutter, Vater) und zur Herausbildung seiner sexuellen Identität orientiert es sich primär am gleichgeschlechtlichen Elternteil. „Das Mädchen lernt bei der Mutter wie es Frau, der Junge vom Vater wie er Mann wird. Unsicherheit in der Geschlechtsrollenentwicklung, weil einer der beiden Eltern fehlte, kann später zu Problemen im Umgang mit dem eigenen und mit dem anderen Geschlecht führen.“
Das Kind entwickelt seine sexuelle Identität aber auch aus der gegengeschlechtlichen Differenzierung des gegengeschlechtlichen Elternteils, also die Tochter identifiziert sich (später als Frau) auch durch die Haltung des Vaters gegenüber der Mutter oder der Sohn auch aus der Haltung der Mutter gegenüber dem Vater.

## Sexuelle Identität in der systemischen Familientherapie
Zusätzlich zu den teilweise übereinstimmenden Erkenntnissen mit der Psychoanalyse beachtet die systemische Familientherapie funktionale/dysfunktionale Familienstrukturen zu Entwicklungen/Störungen der sexuellen Identität. Insbesondere die Verletzung von Generationsgrenzen (vgl. Parentifizierung) kann die Entwicklung hinsichtlich der sexuellen Identität des jeweiligen Kindes und seiner/ihrer angemessenen Rollenentwicklung irritieren (oder verstören).
Eine (verachtende) Abwertung eines (insbesondere des gleichgeschlechtlichen) Elternteils aus einer (dysfunktionalen) Triangulierung führt üblicherweise zu Identitätsproblemen. Unter einer (dysfunktionalen) Triangulierung leiden auch nach einer Trennung der Eltern Jungen meist mehr als Mädchen – da Mütter oftmals Wut, Verachtung, Abwertung gegenüber dem Vater auf ihr männliches Kind zu projizieren tendieren, womit die Entwicklung zu männlicher Identität schwierig für den Sohn wird.

## Sex- und Gender-Identität
Sex bezieht sich auf die biologischen und physiologischen Eigenschaften, die Männer und Frauen definieren (z. B. Geschlechtsorgane, Chromosomen).
Gender bezieht sich jenseits körperlicher Merkmale auf die subjektiv erlebte Art und Auslegung eigener Geschlechtsidentität und Geschlechterrolle.
Unterscheiden sich die Geschlechtsidentität oder das Geschlechtsrollenverhalten eines Menschen von seinem Zuweisungsgeschlecht, wird in der Medizin und Psychologie von Geschlechtsinkongruenz gesprochen. Damit kann einhergehen, dass derjenige Unbehagen mit seinen primären oder sekundären Geschlechtsmerkmalen empfindet (bei Jugendlichen, deren Körper sich noch entwickelt, auch Unbehagen mit seinen antizipierten sekundären Geschlechtsmerkmalen) oder dass er geschlechtsangleichende Maßnahmen wünscht. Dies ist aber nicht immer der Fall.
Unter einer Störung der sexuellen Identität wird allgemein bereits eine grundsätzliche Verunsicherung bezüglich der eigenen Männlichkeit oder der eigenen Weiblichkeit verstanden. Wenn selbst gezweifelt wird, also Unsicherheit darüber besteht, ob man sich als „richtiger“ Mann oder als „richtige“ Frau verstehen kann.

## Transidentität
Als Transidentität wird bezeichnet, wenn ein Mensch sich nicht mit dem Geschlecht identifiziert, welches ihm nach der Geburt zugewiesen wurde. Der Wunsch nach körperlicher Anpassung soll der ganzheitlichen Erfüllung der eigenen (Gender-)Identität und einem Leben in der entsprechenden Rolle dienen, ist jedoch keine Voraussetzung, um transgeschlechtlich zu sein, dies ist auch ohne den Wunsch nach körperlichen Veränderungen möglich.
Transidente Menschen fühlen sich häufig im „falschen“ Körper gefangen. Ein Zusammenhang zwischen (verdrängter) Homosexualität und Transidentität ist nicht nachgewiesen. In älteren Theorien wurden häufig Erziehung oder Sozialisierung als Ursachen postuliert. Neuere neurologische Forschungen postulieren „Transidentität als eine Form hirngeschlechtlicher Intersexualität zu verstehen.“ Letztlich können Ursachen für das Phänomen Transidentität aber bislang nicht schlüssig erklärt werden. Die These, wonach Gender-Identität ausgebildet würde allein aufgrund gesellschaftlich konstruierter Rollen, Verhaltensweisen, Aktivitäten und Attribute, die für Männer und Frauen als angemessen erachtet werden, wie auch von der Weltgesundheitsorganisation (WHO) angegeben, kann so nicht verifiziert werden.

## Adoptionsdebatte
Bei der Debatte um Adoptionen durch gleichgeschlechtliche Paare werden unterschiedliche Meinungen vertreten. Judith Stacey und Timothy Bibiarz gehen davon aus, dass die sexuelle Identität des Kindes durch die sexuelle Orientierung der Adoptiveltern nicht beeinträchtigt werde. Vielmehr orientieren sich betroffene Kinder am Geschlecht der Adoptiveltern. Da die Datenlage bislang, insbesondere was lesbische Elternschaft betrifft, jedoch kaum repräsentativ ausfällt, plädieren Stacey und Bibiarz für ein „soziales Labor“ geplanter lesbischer Elternschaft.

## Allgemeines Gleichbehandlungsgesetz in Deutschland
Im Allgemeinen Gleichbehandlungsgesetz existiert keine eindeutige Definition des Begriffs sexuelle Identität, es wird aber dahingehend interpretiert, dass sexuelle Identität nicht enger als der Begriff sexuelle Orientierung gefasst werden darf. Im Rahmen des  Betriebsverfassungsgesetzes § 75 Grundsätze für die Behandlung der Betriebsangehörigen soll grundsätzlich keine Benachteiligung aufgrund von sexueller Orientierung oder sexueller Identität stattfinden. Als sexuelle Identität werden innerhalb des Allgemeinen Gleichbehandlungsgesetzes Hetero-, Homo-, Trans- und zwischengeschlechtliche Sexualität interpretiert.

„Die sexuelle Veranlagung sowie die Selbstbestimmung im Bereich der Sexualität soll umfassend geschützt werden. Nicht geschützt sind allein unter Strafe gestellte sexuelle Neigungen wie Pädophilie (sexuelle Handlungen an Kindern), Nekrophilie (sexuelle Handlungen an Leichen) und Sodomie (sexuelle Handlungen an Tieren).“

## Relativierung primär soziokultureller Einflüsse auf die sexuelle Identität
Die Registrierung von Geschlechterdifferenzen in der Medizin bewege sich „bislang noch in den Kinderschuhen“, so Moré in einem Artikel über die Geschlechtsspezifik aus Sicht der pädiatrischen Psychologie. „Neue Erkenntnisse, die nicht nur den Einfluss der Geschlechtshormone bei allen Krankheiten belegen, sondern auch eine geschlechtsspezifische Prägung jeder Körperzelle durch die jeweilige Chromosomen-Kombination […], relativieren die in der Geschlechterforschung teilweise vertretene Auffassung einer primär oder ausschließlich soziokulturell geprägten Unterschiedlichkeit der Geschlechter.“